# Liste der Kulturdenkmäler in Steffenberg
Die folgende Liste enthält Kulturdenkmäler auf dem Gebiet der Gemeinde Steffenberg im Landkreis Marburg-Biedenkopf, Hessen.
| Bild                           | Bezeichnung                    | Lage                                        | Beschreibung | Bauzeit | Objekt-Nr. |
| ------------------------------ | ------------------------------ | ------------------------------------------- | --- | ------- | ---------- |
| Ehemalige evangelische Kapelle | Ehemalige evangelische Kapelle | Niedereisenhausen, Schelde-Lahn-Straße Lage | Mittelalterliches Erdgeschoss mit 1659 aufgesetztem, aufwendig geschmücktem Fachwerk.                                                                         |         |            |
| Ehemaliges Gemeindebackhaus    | Ehemaliges Gemeindebackhaus    | Niedereisenhausen, Dorfstraße 8 Lage        | Quadratischer gewölbter Steinbau mit zweifach abgesetztem zeltförmigen Mansarddach aus der zweiten Hälfte des 18. Jahrhunderts.                               |         |            |
| Evangelische Kirche            | Evangelische Kirche            | Obereisenhausen, Talstraße Lage             | Mittelalterliche Kirche mit Helm von 1805. |         |            |
| Evangelische Kirche            | Evangelische Kirche            | Oberhörlen, Hauptstraße Lage                | Kirche mit mittelalterlichem, urspr. vlt. romanischem, flachgedecktem Schiff mit Pseudomansarddach von 1771. Chorturm aus dem 13. Jahrhundert mit Haubenhelm. |         |            |
| Evangelisches Pfarrhaus        | Evangelisches Pfarrhaus        | Oberhörlen, Pfarrweg 1 Lage                 | Villenartiger Bau in Heimatstilformen von Kirchenbaumeister Ludwig Hofmann, erbaut 1913–1915.                                                                 |         |            |
| Evangelische Kirche            | Evangelische Kirche            | Quotshausen, Ortsstraße Lage                | Fachwerkkirche mit Haubendachreiter und vierseitigem Schluss des Chorraums aus dem letzten Drittel des 17. Jahrhunderts.                                      |         |            |
| Ehemalige evangelische Kapelle | Ehemalige evangelische Kapelle | Steinperf, Schelde-Lahn-Straße Lage         | Fachwerkkirche mit Dachreiter und dreiseitigem Schluss aus dem letzten Drittel des 17. Jahrhunderts (1670/73–1687).                                           |         |            |
| Ehemaliges Gemeindebackhaus    | Ehemaliges Gemeindebackhaus    | Steinperf, Eilohstraße Lage                 | Quadratischer gewölbter Bruchsteinbau mit hohem zweifach abgesetztem zeltförmigen Mansarddach aus der zweiten Hälfte des 18. Jahrhunderts.                    |         |            |

Diese Liste enthält Denkmäler aus der vorhandenen einschlägigen Literatur. Diese wird im Abschnitt Einzelnachweise referenziert. Die Denkmaleigenschaft – und damit der gesetzliche Schutz – wird in §2 des Hessischen Denkmalschutzgesetzes (HDSchG) definiert und hängt nicht von der Eintragung in eine Denkmalliste ab. Auch Objekte, die nicht in der Denkmalliste verzeichnet sind, können Denkmäler sein. Eine verbindliche Auskunft erteilt das Hessische Landesamt für Denkmalpflege.